# Creigiau
Creigiau är en by i Cardiff i Wales. Byn är belägen 11,1 km 
från Cardiff. Orten har 2 314 invånare (2016).